# Пиндобинд
Пиндобинд — исследовательское вещество, запатентованное IBM. Оно является сильным высокопотентным антагонистом 5-HT1A-рецепторов, причём связывается с ними ковалентно и необратимо, алкилируя рецептор. В эксперименте оно проявляет свойства депрессанта ЦНС В частности, оно уменьшает агрессивность животных, и в то же время уменьшает склонность животных к избеганию и убеганию.